# Lilyana Natsir
Lilyana Natsir (Manado, 9 settembre 1985) è una giocatrice di badminton indonesiana, vincitrice della medaglia d'argento ai Giochi olimpici di Pechino 2008 nel doppio misto, in coppia con Nova Widianto.
Sempre a Pechino 2008, ha partecipato anche nel doppio femminile in coppia con Vita Marissa, ma venendo sconfitta subito al primo turno dalla coppia cinese Yang Wei e Zhang Jiewen.

## Palmarès
- Giochi olimpici

Pechino 2008: argento nel doppio misto.
Rio de Janeiro 2016: oro nel doppio misto.
- Mondiali

Anaheim 2005: oro nel doppio misto.
Kuala Lumpur 2007: oro nel doppio misto.
Hyderabad 2009: argento nel doppio misto.
Londra 2011: bronzo nel doppio misto.
Guangzhou 2013: oro nel doppio misto.
Jakarta 2015: bronzo nel doppio misto.
- Giochi asiatici

Canton 2010: bronzo a squadre.
Incheon 2014: argento nel doppio misto.